# Jugowice

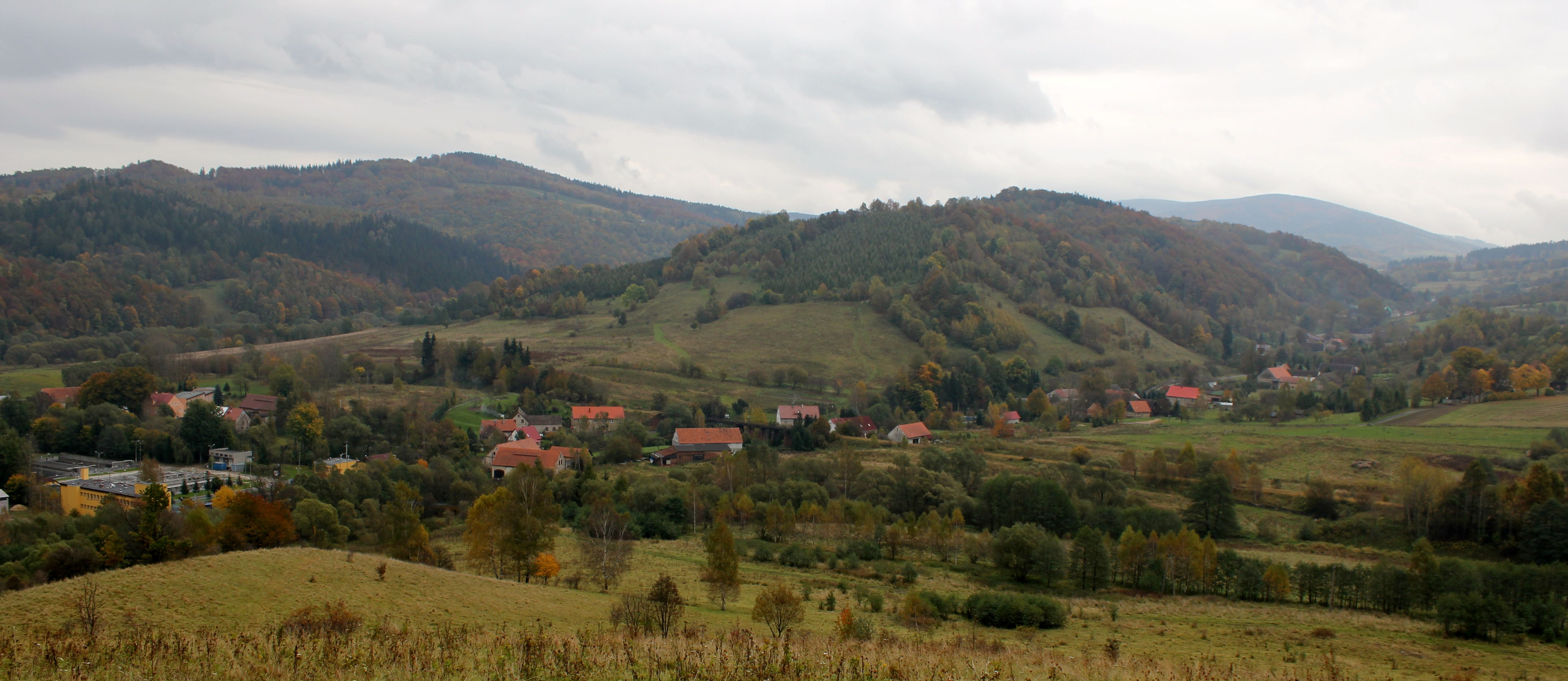
Jugowice

Jugowice (deutsch Hausdorf) ist ein Ort in der Landgemeinde Walim im Powiat Wałbrzyski der Woiwodschaft Niederschlesien in Polen. Es liegt vier Kilometer nordwestlich von Walim (Wüstewaltersdorf).

## Geographie
Jugowice liegt im Norden des Eulengebirges. Nachbarorte sind Zagórze Śląskie im Norden, Mokrza (Mühlbach) und Michałkowa (Michelsdorf) im Osten, Toszowice (Toschendorf) und Sędzimierz (Neugericht) im Südosten, Dołki (Niedergrund) und Jawornik (Jauernig) im Süden, Olszyniec (Erlenbusch) im Südwesten, Jedlina-Zdrój (Bad Charlottenbrunn), Podlesie (Wäldchen) und Niedźwiedzica (Bärsdorf) im Westen. Drei Kilometer nördlich liegt die Schlesiertalsperre (Jezioro Bystrzyckie).

## Geschichte
Hausdorf wurde erstmals 1305 im Breslauer Zehntregister Liber fundationis episcopatus Vratislaviensis urkundlich erwähnt. Es gehörte zusammen mit Kynau, Dittmannsdorf, Reußendorf, Seifersdorf, Tannhausen, Jauernig und Schenkendorf zum Burgbezirk der Kynsburg. Der Burgbezirk war herzogliches Lehen und zunächst im Besitz des Burggrafen Kilian von Haugwitz, dem Peczko Eycke und danach die Herren Schoff folgten. Nachdem Hausdorf zusammen mit dem Herzogtum Schweidnitz 1368 an die Krone Böhmen gefallen war, waren Burg und Burgbezirk ein Pfandbesitz der böhmisch-königlichen Landeshauptleute. Das waren u. a. die Herren von Reibnitz, von Mühlheim und Hermann von Czettritz († 1454), der hussitische Übergriffe verhindern konnte. 1493 war Hausdorf noch im Besitz der Familie von Czettritz, 1535 gehörte es dem Christoph von Hochberg auf Fürstenstein. 
Nach dem Ersten Schlesischen Krieg 1742 fiel Hausdorf zusammen mit fast ganz Schlesien an Preußen. Nach der Neugliederung Preußens gehörte es seit 1815 zur Provinz Schlesien und war ab 1816 dem Landkreis Waldenburg eingegliedert, mit dem es bis 1945 verbunden blieb. 1818 bestand Hausdorf aus 462 Einwohnern, 1840 waren es 666, unter ihnen 51 Hausweber. 1865 wurde ein Ferngaswerk gegründet. Seit 1874 war die Landgemeinde Hausdorf Sitz des gleichnamigen Amtsbezirks, zu dem auch die Landgemeinden Jauernig und Neugericht gehörten. 1904 erhielt Hausdorf einen Bahnhof an der Eisenbahnstrecke von Schweidnitz nach Bad Charlottenbrunn. 1914 wurde die elektrifizierte Wüstewaltersdorfer Kleinbahn in Betrieb genommen. 1936 erfolgten die Eingemeindungen von Bärsdorf „schmale Seite“ und Jauernig sowie Neugericht nach Hausdorf. 1939 wurden 1401 Einwohner gezählt.
Als Folge des Zweiten Weltkriegs fiel Hausdorf 1945 mit dem größten Teil Schlesiens an Polen. Nachfolgend wurde es in Jugowice umbenannt. Die deutsche Bevölkerung wurde, soweit sie nicht vorher geflohen war, weitgehend vertrieben. Die neu angesiedelten Bewohner waren teilweise Zwangsumgesiedelte aus Ostpolen, das an die Sowjetunion gefallen war.
1975–1998 gehörte Jugowice zur Woiwodschaft Wałbrzych (deutsch Waldenburg).

## Sehenswürdigkeiten
- Kynsburg
- Schlesiertalsperre